# Тимов, Соломон Самуилович
Соломон Самуилович Тимов (подпольный псевдоним Лауфер, настоящая фамилия Тинкельман; 10 мая 1898, Резина, Сорокский уезд, Бессарабская губерния — 17 августа 1943, Освенцим) — советский экономист и публицист, деятель Коминтерна. 

## Биография
Участвовал в революционном движении в ставшей румынской провинции Бессарабия, член ЦК Коммунистического Союза Молодёжи Бессарабии, член редколлегии его парторгана, член Румынской компартии с 1922 года и её представитель при Балканской коммунистической федерации. Другие псевдонимы: Guro, Grigorescu, Laufer, Pierre, Toma. Подвергался преследованиям и в 1923 году бежал в СССР. 4 февраля 1924 года был одним из авторов Докладной записки в ЦК РКП(б) о необходимости создания Молдавской Советской Социалистической Республики.
В 1925 году окончил Московский институт народного хозяйства имени Г. В. Плеханова. Был старшим научным сотрудником Международного аграрного института, затем Института мирового хозяйства и мировой политики. Сотрудничал в газетах и журналах «Правда», «Известия ВЦИК», «Большевик», «На Аграрном Фронте», «Мировое Хозяйство», «Мировая Политика», «Коммунистический Интернационал».
4 февраля 1924 года был одним из подписавших докладную записку в ЦК РКП(б) и ЦК КП(б)У о необходимости создания Молдавской Советской Социалистической Республики, на основании которой впоследствии была образована Молдавская АССР в составе Украинской ССР.
В 1935—1938 годах руководил подпольной техникой в заграничном бюро ЦК Коммунистической партии Румынии, с 1936 года член Центрального комитета, затем политбюро ЦК КПР. В 1938 году по линии Коминтерна направлен вместе с женой Бертой Нальчер (Ани Лауфер) на нелегальную работу во Францию (под подпольным псевдонимом Лауфер), где с приходом к власти вишистского режима в 1940 году интернирован в концлагере Верне. Георгий Димитров ходатайствовал перед А. Я. Вышинским о возвращении С. Тимова в СССР, но вопрос на основании характеристик от коллег Тимова по ЦК КПР был решён отрицательно. Соломон Тимов был переведён в концентрационный лагерь Освенцим и умерщвлён там 17 августа 1943 года.
Брат — Матвей Самуилович Тинкельман, погиб на фронте в 1942 году. Сестра — Ныхома Самойловна Тинкельман (1900—1954).

## Публикации
- Октябрьская революция и аграрные реформы в Европе. М.: Московский рабочий, 1928.
- Аграрный вопрос и крестьянское движение в Румынии: Anti-neoiobagia (Критика неокрепостнической теории К. Доброджану-Геря). М.: Московский рабочий, 1929.
- Румыния. М.: Московский рабочий, 1931.
- Экономика Восточной Европы: аграризация или индустриализация? М.: Государственное социально-экономическое издательство, 1931.